# Modèle entité-association étendu
Pour les articles homonymes, voir EER.
Le modèle entité-association étendu (en anglais enhanced entity–relationship ou extended entity–relationship, abrégé en EER) est en informatique un modèle de données de haut niveau ou un schéma conceptuel incorporant des extensions par rapport au modèle original entité-association, utilisé dans la conception des bases de données.
Il a été développé pour refléter plus précisément les propriétés et les contraintes exprimées dans les bases de données complexes, comme en ingénierie, en conception et en fabrication (logiciels de conception assistée par ordinateur, de télécommunications, de systèmes d'information géographiques).